# ایتر (وبگاه)
ایتر (انگلیسی: Eater) یک وبگاه تخصصی با تمرکز بر غذا و صنعت رستوران متعلق به شرکت رسانه‌ای دیجیتال واکس مدیا است که در سال ۲۰۰۵ بنیان نهاده شد و و در ابتدا بر روی غذاخوری و زندگی شبانه در شهر نیویورک تمرکز داشت. در سال ۲۰۰۹ یک وبگاه ملی را راه اندازی کرد و تا سال ۲۰۱۲ نزدیک به ۲۰ شهر را تحت پوشش قرار داد. واکس مدیا در اواخر سال ۲۰۱۳ این وبگاه را به به قیمت ۳۰ میلیون دلار از «شبکه کِربْد» خریداری کرد. در سال ۲۰۱۷، ایتر حدود ۲۵ وبگاه محلی در ایالات متحده، کانادا و انگلستان داشت. این سایت دوازده بار برندهٔ جوایز بنیاد جیمز بیرد شده‌است.